# Higueruela
Higueruela é um município da Espanha na província de Albacete, comunidade autónoma de Castilla-La Mancha, de área 205,45 km² com população de 1306 habitantes (2007) e densidade populacional de 6,52 hab/km².

## Demografia
| Variação demográfica do município entre 1991 e 2004 | Variação demográfica do município entre 1991 e 2004 | Variação demográfica do município entre 1991 e 2004 | Variação demográfica do município entre 1991 e 2004 |
| --------------------------------------------------- | --------------------------------------------------- | --------------------------------------------------- | --------------------------------------------------- |
| 1991                                                | 1996                                                | 2001                                                | 2004                                                |
| 1339                                                | 1298                                                | 1302                                                | 1338                                                |